# No Mercy (2004)
No Mercy (2004) foi um evento pay-per-view realizado pela World Wrestling Entertainment, ocorreu no dia 3 de outubro de 2004, na Continental Airlines Arena, na cidade de East Rutherford, Nova Jérsei. Esta foi a sétima edição da cronologia do No Mercy. No evento principal John "Bradshaw" Layfield derrotou The Undertaker para manter o WWE Championship, JBL venceu após a interferência de Heidenreich que atacou Undertaker.

## Resultados
| #                              | Lutas                                                                                        | Estipulação                                                                     | Tempo |
| ------------------------------ | -------------------------------------------------------------------------------------------- | ------------------------------------------------------------------------------- | ----- |
| Heat                           | Mark Jindrak derrotou Scotty 2 Hotty.                                                        | Singles match                                                                   | 02:45 |
| 1                              | Eddie Guerrero derrotou Luther Reigns (com Mark Jindrak).                                    | Singles match                                                                   | 13:13 |
| 2                              | Spike Dudley (c) (com Bubba Ray Dudley e D-Von Dudley) derrotou Nunzio (com Johnny Stamboli) | Singles match pelo WWE Cruiserweight Championship                               | 08:44 |
| 3                              | Billy Kidman derrotou Paul London.                                                           | Singles match                                                                   | 10:33 |
| 4                              | Kenzo Suzuki e René Duprée (c) (com Hiroko Suzuki) derrotaram Rey Mysterio e Rob Van Dam.    | Tag Team match pelo WWE Tag Team Championship                                   | 09:09 |
| 5                              | The Big Show derrotou Kurt Angle.                                                            | Singles match                                                                   | 15:06 |
| 6                              | John Cena derrotou Booker T (c).                                                             | In the 5th match of the Best of Five Series pelo WWE United States Championship | 10:20 |
| 7                              | Charlie Haas, Rico e Miss Jackie derrotaram The Dudley Boyz (Bubba Ray, D-Von) e Dawn Marie. | Six-Person Mixed Tag Team match                                                 | 08:44 |
| 8                              | John "Bradshaw" Layfield (c) derrotou The Undertaker.                                        | Last Ride match pelo WWE Championship                                           | 21:02 |
| (c) - Campeão(s) antes da luta |                                                                                              |                                                                                 |       |